# Stadtkirche Biedenkopf

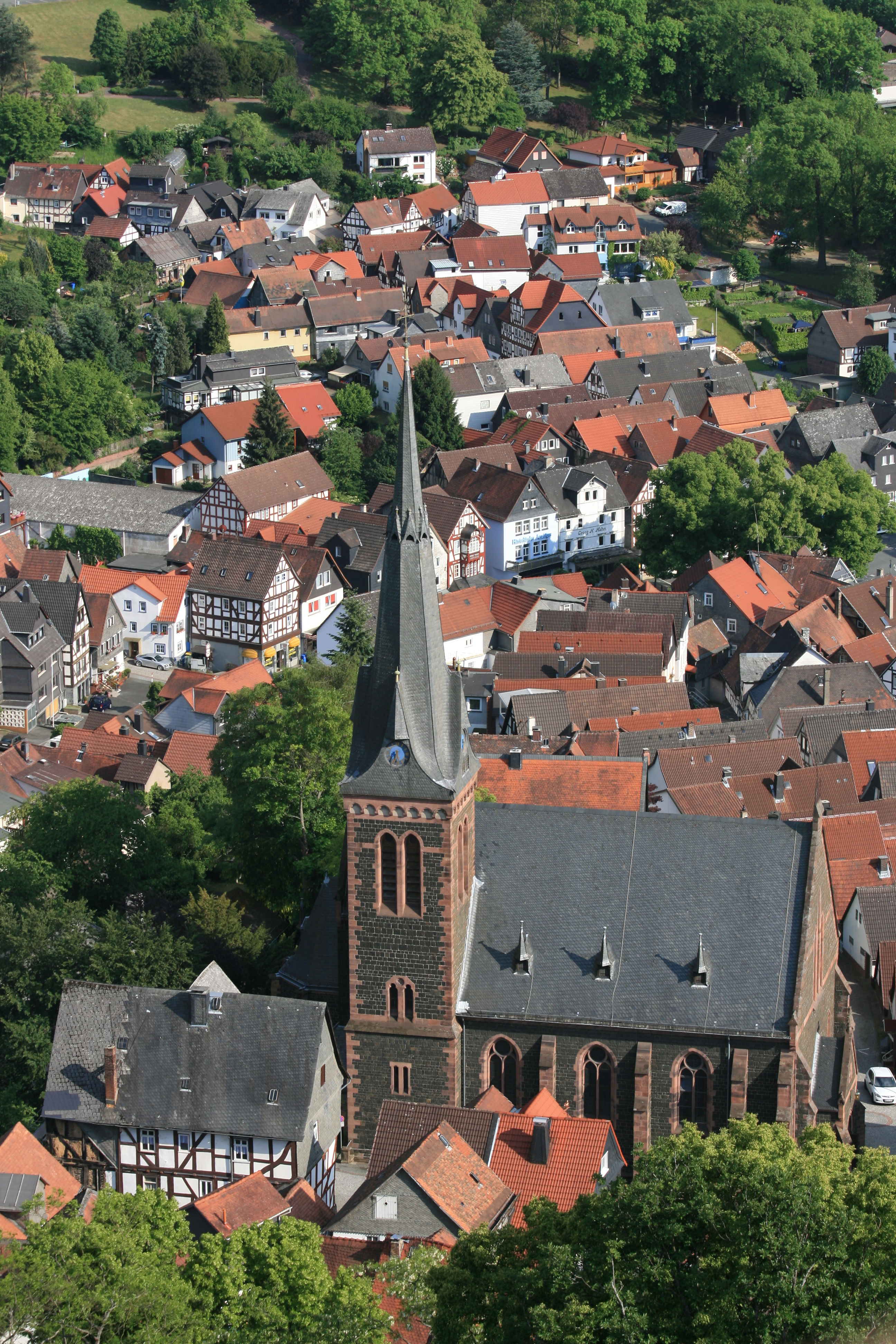
Blick vom Schlossberg auf die Kirche

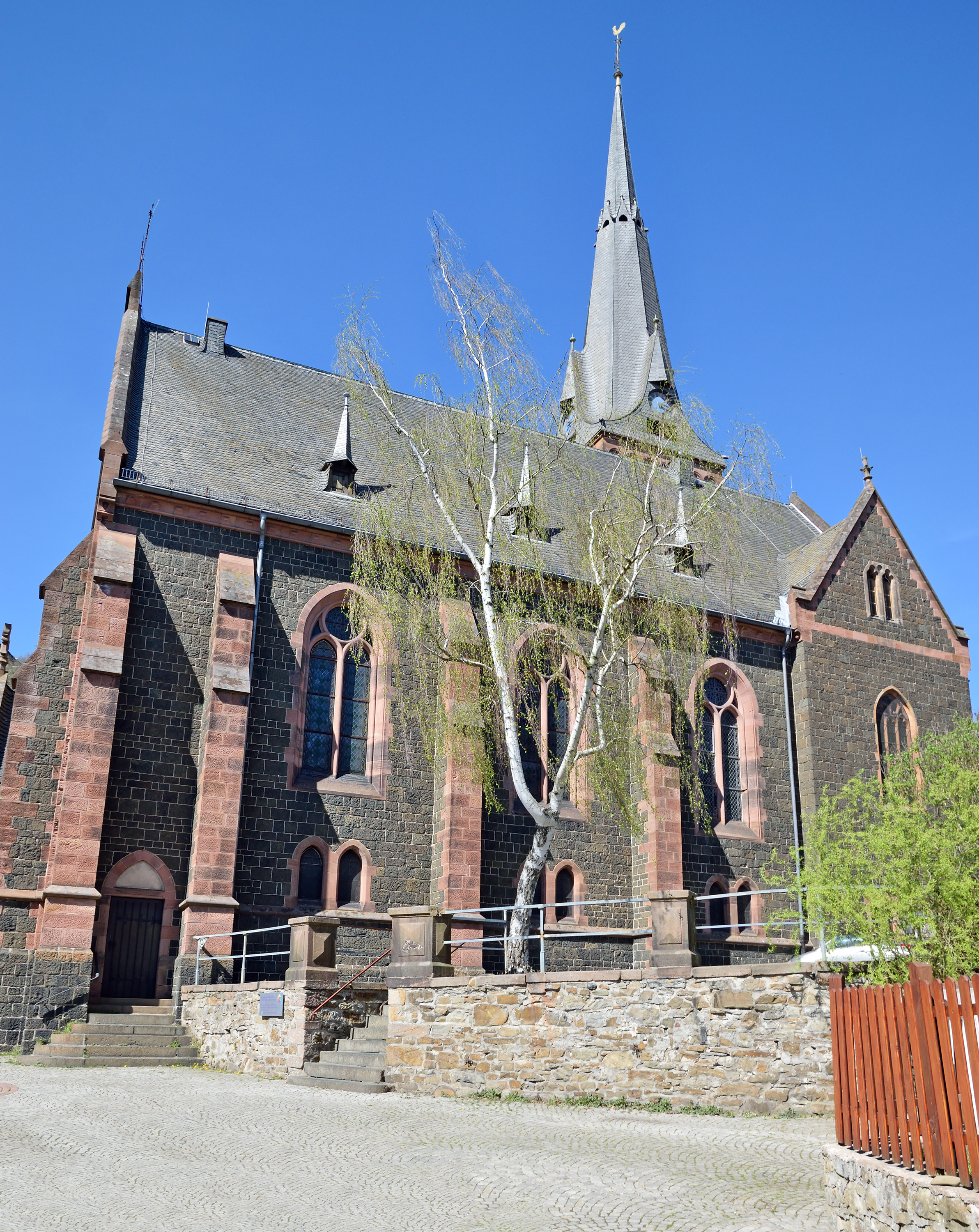
Rückseite

Die Stadtkirche Biedenkopf ist ein denkmalgeschütztes Kirchengebäude der evangelisch-lutherischen Kirchengemeinde in Biedenkopf im Hessischen Hinterland.

## Lage
Die geostete Kirche befindet sich auf einer Terrasse auf etwa halber Höhe des Schlossberg-Südhangs inmitten der Oberstadt und bestimmt das Erscheinungsbild dieses ältesten Stadtteils. In angrenzender Nachbarschaft befinden sich das Gemeindehaus, das Pfarrhaus (Fachwerkbau aus 1717), das alte Rathaus, der alte Marktplatz mit Rathausbrunnen und das Schenkbarsche Haus.

## Geschichte und Architektur

### Michaelskirche
Möglicherweise befand sich am Standort der Johanneskirche ein Vorläufer namens Michaelskirche. Die Vermutung begründet sich auf die Benennung einer Kirchweih im Stadtbuch von Biedenkopf. Dort wird unter dem Begriff „Stadtgewohnheit“ die Wahl des Bürgermeisters in 1366 verzeichnet, mit den Worten „des Mondages nach unser Michaels Kirmesse“.
Der Grundriss der Johanneskirche auf Bauplänen aus 1860 zeigt romanische Grundmauern dreier Apsiden und des Kirchturms; ob sie zu einem im 12. Jahrhundert schon bestehenden Altbau oder zur Johanneskirche gehören, ist dort nicht erkennbar.

### Johanneskirche

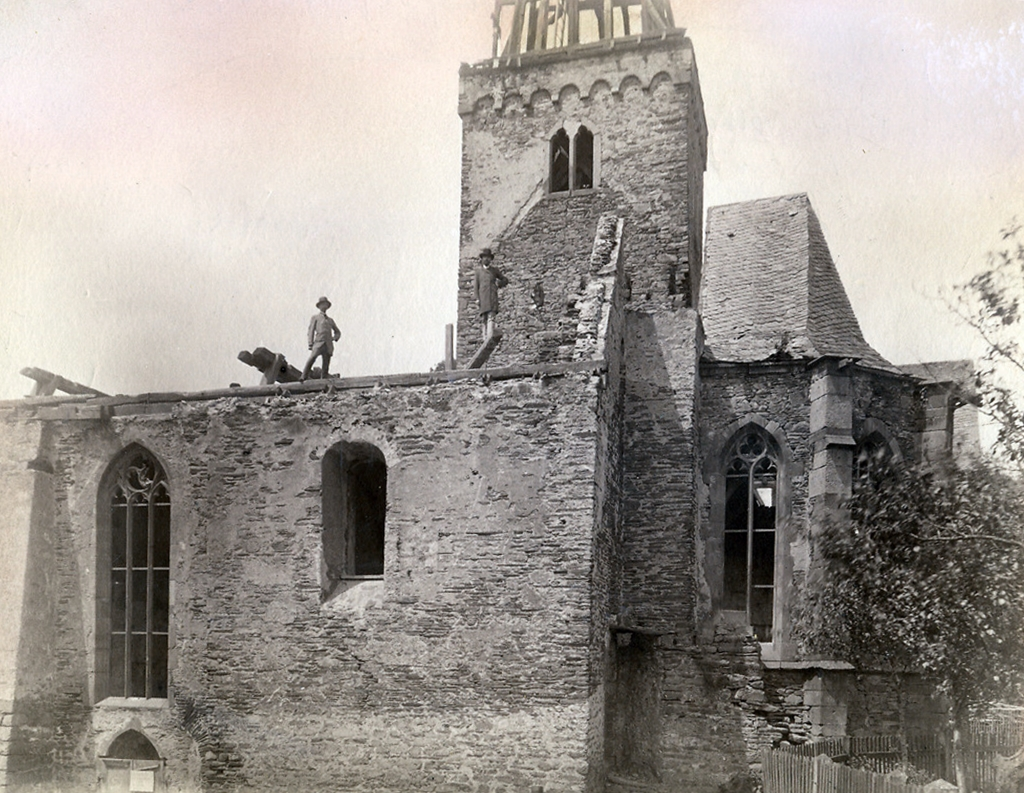
Abbruch der Johanneskirche im Jahre 1888

Die ursprünglich Johannes dem Täufer geweihte Johanneskirche (auch Johanniskirche genannt) wurde um 1250 errichtet. Sie wurde als eine frühgotische, dreischiffige Hallenkirche in Schiefer:269 gebaut, mit etwas erhöhtem Mittelschiff, viereckigen Holzsäulen und vorgesetzten, starken Steinpfeilern. Sie gehörte zum Typ westfälischer Hallenkirchen der Übergangszeit (13. Jahrhundert). Durch einen Konstruktionsfehler bei dem Einbau des Gewölbes im Seitenschiff zeigte der Bau nach kurzer Zeit Risse. Bei einer umfangreichen Renovierung 1690 wurden Stützmauern an der Süd- und Eingangsseite eingezogen. Die Kirche überstand die große Feuersbrunst vom 17. April 1635, die Stadtplünderung und den Brand von 1647, sowie den letzten großen Stadtbrand am 28. Juli 1717. Im Jahre 1860 war die Kirche so baufällig, dass eine Erhaltung durch Ausbesserung nicht mehr möglich war. Daher wurde sie 1864 geschlossen. 24 Jahre später, am 5. März 1888, begann der Abbruch, der unter Beibehaltung von Sakristei und der Notgotteskapelle erfolgte. Ursprünglich sollte auch der gotische Chorraum erhalten werden, jedoch stürzte er im Verlauf der Abbrucharbeiten ein. Das Chorgestühl der Johanneskirche mit ausgezeichnet geschnitzten Wangen von 1522 und die reich ausgestattete Kanzel von 1613 wurden gesichert und befinden sich seither im Historischen Museum Frankfurt.

### Nothgotteskapelle

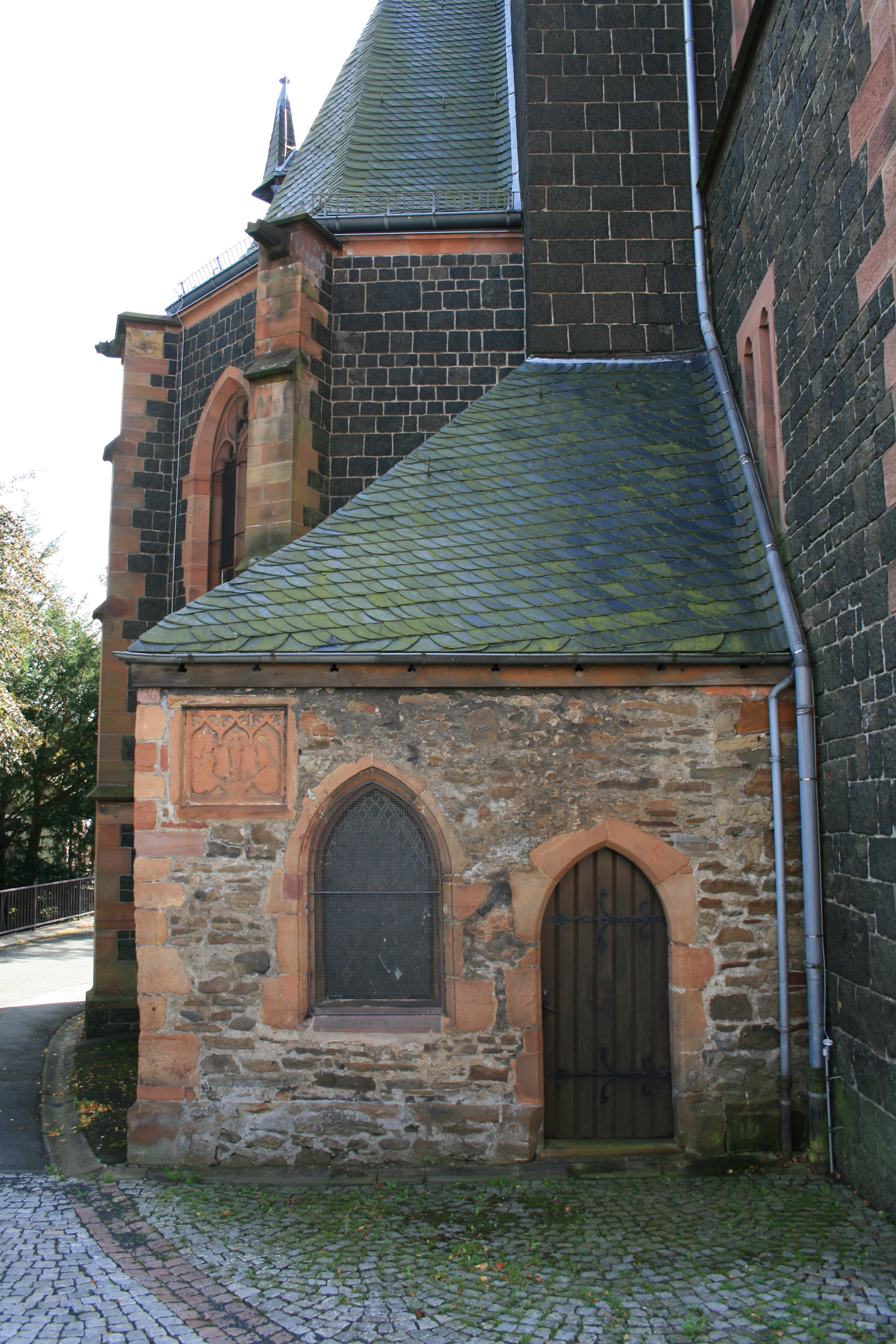
Notgotteskapelle

1415 wurde die Nothgotteskapelle (Schreibweise auch Not-Gottes-Kapelle) im spätgotischen Stil errichtet. Die Schuhmacherzunft widmete 1511 der Kapelle eine Stiftung.:269 Sie besteht aus einem zweijochigen, kreuzrippengewölbten Raum (mit Jochen aus Sandstein) und liegt an der Nordseite des heutigen Chors. Die Schlusssteine des Gewölbes tragen das Wappen derer von Breidenbach, denn die Kapelle war eine Stiftung der Herren von Breidenbach zu Breidenstein.:269 Heute ist die Kapelle eine Gedenkstätte für die Gefallenen der beiden Weltkriege. Vier eiserne Tafeln – 1921 gegossen nach einem Entwurf von Ludwig Blöcher – tragen die Namen der Gefallenen des Ersten Weltkrieges. Ein Buch erinnert an die Gefallenen des Zweiten Weltkrieges. An der Außenwand befinden sich Wappen derer von Breidenbach und von Erfurtshausen mit Heiligen (Hl. Petrus) und ein kniender Engel, der die Wappen hält.

### Sakristei
Auch 1415 wurde die Sakristei errichtet. Sie liegt an der Südseite des heutigen Chors. Zwei Gewölbestützen der Sakristei sind als ausdrucksvolle Männerköpfe geformt. Die dritte Gewölbestütze ist mit Blumen und Blattranken geschmückt. Oberhalb der Tür zum Chor hängt ein Kruzifix aus Akazienholz (von Werner Klinkenberg 1951–1953). Ein „Auge Gottes“ aus dem Prospekt der Schlottmann-Orgel ist ebenfalls in der Sakristei aufbewahrt.

### Stadtkirche
Die Bauzeit der neuen neogotischen Stadtkirche nach Entwurf des Architekten und ranghohen preußischen Baubeamten Friedrich Adler dauerte von 1888 bis 1891 – die Grundsteinlegung war am 2. September 1888, am 25. November 1891 erfolgte die Einweihung. Die Hallenkirche wurde in Maßen, Konstruktion und Baustil der alten Johanneskirche nachempfunden, von der Tür- und Fensterrahmen, Schmuckelemente und die Gestaltung des Turms übernommen wurde. Die Kirche hat 3 mal 3 Joche und einen 5/8-Schluss. Der Kirchenraum ist kreuzgratgewölbt und wird von Rundpfeilern gegliedert. Der Chor ist mit einem Kreuzrippengewölbe mit Schlusssteinen versehen. Gestühl, Kanzel, Emporen und Orgelprospekt entstammen der Bauzeit 1888–1891. Der Turm besteht aus einem romanischen Bogenfries, mit schmalen hohen Fensterpaaren, die in drei Stockwerken mit Rund- und Spitzbögen abwechseln. Darüber liegen vier Holzgiebel mit je einem Paar Rundbogenfenster als Schallöffnungen. Das obere Drittel des Turmhelms erwächst aus dem Rund kleinerer Giebel, welche die feingliedrige Turmspitze tragen. An der Nordseite außen befindet sich eine Wappentafel mit drei Figuren unter Wimpergen.
In den Jahren 1958 und 1978 wurde die Kirche renoviert. 1991 wurde das 100-jährige Bestehen mit einer Festwoche gewürdigt.

## Geläut
Die älteste Glocke mit mittelalterlichem Charakter wurde um 1250 in Bronze gegossen, die heutige „Neun-Uhr-Glocke“. Eine zweite Glocke aus 1440 ist heute nicht mehr vorhanden. Eine dritte Glocke wurde in 1485 von Heinrich Kannengießer, Gießen, in Bronze gegossen; sie ist mit einem Durchmesser von 118 cm die größte Glocke im Geläut. 1952 wurden die „Gefallenenglocke“ und die „Vater-Unser-Glocke“ von J. F. Weule in Bockenem gegossen. Diese beiden Glocken tragen die Inschriften „Friede auf Erden! Zur Ehre Gottes sollen unsere Glocken klingen und zum Gedächtnis der Gefallenen singen.“ und „Nach Krieg und Leid und harter Zeit ruf ich erneut zur Seligkeit. O Land, Land, Land, höre des Herrn Wort.“ Seitdem besteht das Geläut aus vier Glocken.

## Innenausstattung

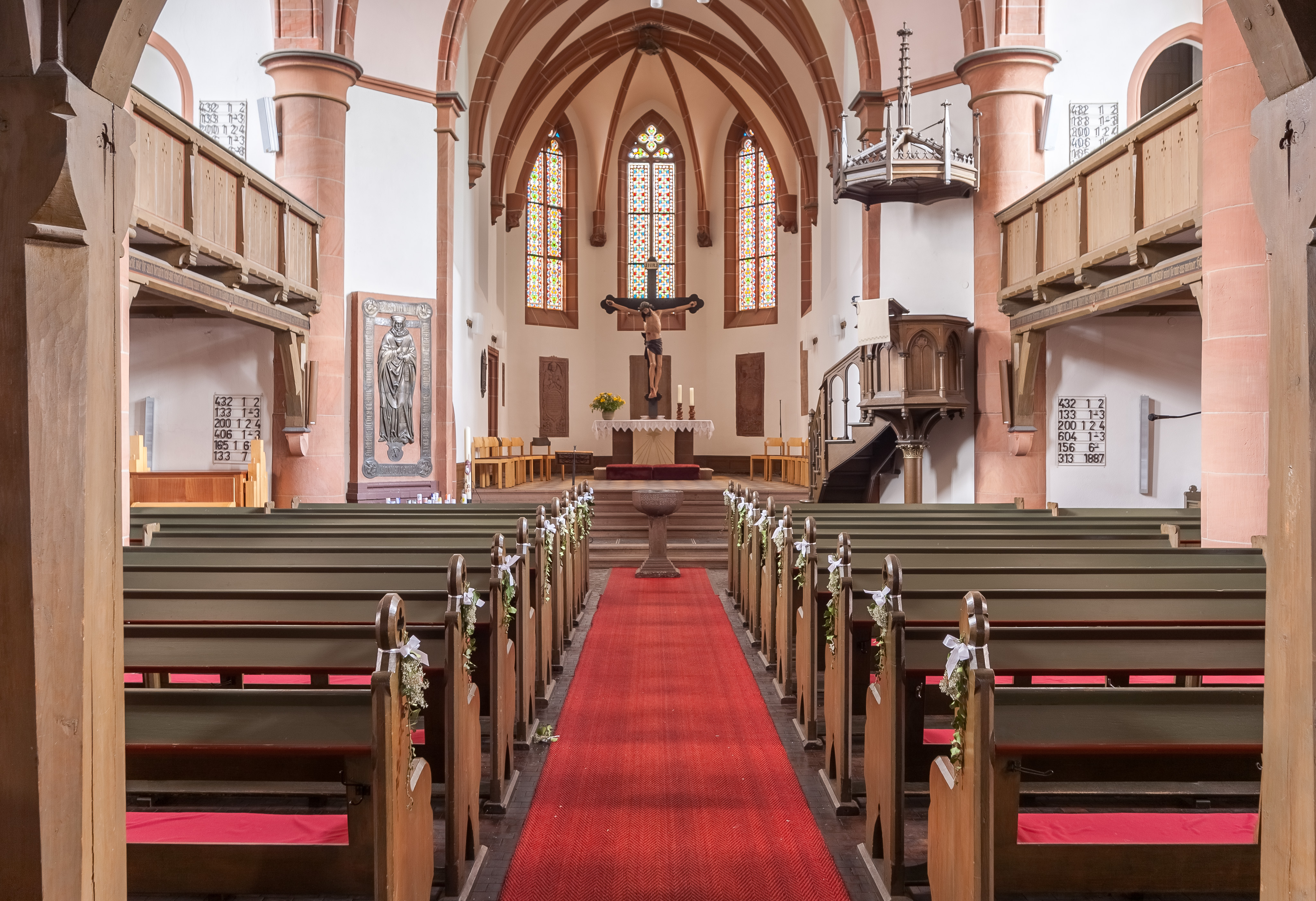
Innenansicht

### Kruzifix
Die Holz-Skulptur eines lebensgroßen Kruzifix’ mit INRI stammt vermutlich aus den Jahren 1625/26 – „wohl vom Triumphbogen“ vermutete 1958 der Landeskonservator von Hessen, Hans Feldtkeller. Die Vermutung ist so zu deuten, dass das Kruzifix in früheren Zeiten im Chorbogen hing, wie es z. B. im Ulmer Münster der Fall ist.

### Taufbecken
In der Mitte des Gangs, vor den Stufen zum Chor steht ein steinernes Taufbecken auf massivem Ständer aus 1682 mit der Inschrift „1682 ist Johann Hermann Dör Hospitamensus gewesen“ – ein Indiz dafür, dass das Taufbecken ursprünglich in der Hospitalkirche stand.

### Grabplatten und Epitaphe
An den Wänden des Chorraums befinden sich fünf Grabplatten, die vor dem Neubau in den Boden als Abdeckung der tatsächlichen Gräber eingelassen waren, und zwei Epitaphe, zum Andenken an angesehene, frühere Bürger Biedenkopfs; somit dokumentieren alle diese Tafeln ein Stück Stadtgeschichte Biedenkopfs. Die ehemalige Platzierung der Grabplatten auf dem Boden wird deutlich durch die typischen Abnutzungsspuren. Bei allen sind die erhabenen Teile teils bis zur Unkenntlichkeit abgeschliffen; selbst die Bronzeeinlagen der Doliator-Platte zeigen deutliche Materialverluste. Die beiden echten Epitaphe, die als reine Gedächtnisplatten ohne unmittelbaren räumlichen Bezug zu einer Bestattung schon immer an den Wänden platziert waren, sind dagegen deutlich besser erhalten. Den drei Grabplatten des 17. Jahrhunderts gemeinsam ist ihr damals üblicher Aufbau. Auf breitem Rand, links oben beginnend, sind Daten und Namen angegeben. Im Mittelfeld der drei unter den Chorfenstern befindlichen sowie auf dem Epitaph der Familie Pfeffer ist jeweils der Wortlaut der Leichenpredigt nachzulesen. Die Platte am Aufgang zum Chor besteht aus Sandstein mit Bronzeeinlagen, die links neben dem Eingang zur Notgotteskapelle ist eine Bronzeplatte; hingegen bestehen die anderen fünf Tafeln aus Sandstein.
1. An der linken Endwand des Kirchenschiffs am Aufgang zum Chor: Eine große Grabplatte mit Messingeinlagen von 1520. Sie gehörte zum Grab des letzten katholischen Geistlichen Biedenkopfs vor der Reformation, Pfarrer Dr. Hiltwin Walther genannt Doliator. In älterer Literatur wird er auch historisierend als „Budicker“ bezeichnet, der genaue Grund dafür ist heute nicht mehr zu eruieren. Im Kirchenbuch der Gemeinde ist die Familie nur unter „Walther“ geführt. Der Grabstein selbst nennt nur den Beinamen Doliator (=Böttcher) und zeigt das Wappen der Familie Walther. In der Mitte der Grabplatte ist der Verstorbene selbst im Messgewand in Lebensgröße mit der Kopfbedeckung der Doktoren dargestellt. Die vier Ecken des Rahmens zieren die Insignien der vier Evangelisten (Mensch – Matthäus, Adler – Johannes, Ochse – Lukas, Löwe – Markus). Die umlaufende Inschrift des Rahmens nennt Name und Verdienste des Pfarrers, sowie seine Stiftungen: „D(o)m(i)nus Hiltwinus Doliatorus, sa(n)ct(a)e theologi(a)e arc(/t)iumque doctorus egre(gi)us; trium beneficiorum fundator; plebearius huius ecclesi(a)e vigilantiss(imus) obiit.“ Auf Deutsch: „Gestorben ist der Herr Hiltwin Doliator, vortrefflicher Doktor der Heiligen Theologie und der (übrigen sechs freien) Künste, der Stifter dreier (wohltätiger) Stiftungen; höchst sorgsamer Volkspriester dieser Kirche.“ (Übertragung und Übersetzung: Christoph Kaiser, 21. April 2020) In der Mitte des unteren Rahmenteils ist das Wappen der Familie Walther eingegossen, zwei gekreuzte Hämmer. Hiltwin Walther genannt Doliator verstarb am 24. Februar 1520.
2. Das erste Epitaph hält die Erinnerung an den ersten evangelischen Pfarrer und seine Familie wach: Gerlach Walther, ein Neffe Hiltwin Walthers. Er begann im Jahre 1526 seine seelsorgerische Tätigkeit in Biedenkopf. Das Bronze-Epitaph[3]:272 wurde von seinem Sohn Theophil gestiftet und benennt außer dem Sterbedatum des Vaters (17. Dezember 1578) auch das der Mutter (17. Juni 1574). Im unteren Teil stehen links fünf Männer, wahrscheinlich Vater und vier Söhne, und rechts zehn Frauen, wohl die Mutter und neun Töchter, alle in Trauerkleidung. Auch hier sind die gekreuzten Hämmer, das ursprüngliche Wappen der Walthers, zu sehen.
3. Die zweite Grabplatte zeigt ein Wickelkind namens Maria Hedwig Zieslerin. Sie war die Tochter des Schultheißen Johannes Ziesler und wurde am 1. November 1650 geboren und am 10. November getauft. Nach 26 Tagen, am 26. November 1650, verstarb Maria Hedwig. Unter dem Bild des Kindes sind zwei bürgerliche Wappen zu sehen, links ein Herz, aus dem drei Blumen wachsen (Ziesler), rechts eine Kanne (ihre Mutter war eine geborene Kanngießer). Die Umschrift lautet: „Maria Hedwig D(o)m(in)i Iohannis Ziesler Praetoris Biedenkopfiensis filiola 1650 1 Novem(bris) nata 10 eiusdem renata et 26 eiusd(em) denata aetatis suae 26 dier(um)“. Deutsch: „Maria Hedwig, des Herrn Johannes Ziesler Töchterchen, 1650 am 1. November geboren, am 10 desselben (Monats) wiedergeboren (=getauft) und am 26. desselben (Monats) entboren (=gestorben), ihres Alters 26 Tage.“ (Übertragung und Übersetzung: Christoph Kaiser, 21. April 2020).
4. Die dritte Grabplatte ist die der Mutter des Kindes, Anna Katharina Zieslerin. Sie starb am 20. Oktober 1651, im Alter von 40 Jahren. In der Mitte ist sie selbst als Brustbild mit gefalteten Händen dargestellt. Darunter ist aus dem Brief des Paulus an die Philipper der 20. Vers aus dem 3. Kapitel nachzulesen. Auch hier finden sich die Wappen der Familien Ziesler und Kanngießer.
5. Die vierte Grabplatte ist die der Hedwig Bruhnin geborene Ruhlin, gestorben am 3. Oktober 1639, der Frau des Hans Peter Bruhen. Der Predigttext ist dem 19. Kapitel des Buches Hiob entnommen.
6. Die fünfte Grabplatte zeigt das Brustbild von Anna Elisabeth Waltherin geborene Pistorin mit hochgeschlossenem Kleid und Haube. Vom Sterbedatum ist nur noch der 30. Dezember zu erkennen. Sie war die Ehefrau des Rentmeisters Philipp Wilhelm Walther, der in Biedenkopf das Amt des Rentmeisters von 1639 bis 1650 innehatte. Unter dem Bild ist ein Text aus Jesaja 56 und Weisheit 3 zu lesen. Darunter ist das spätere Walthersche Wappen zu sehen, mit einem Zirkel oberhalb der gekreuzten Hämmer, sowie das Wappen der Familie Pistor, ein Mensch auf einem fliegenden Vogel reitend. Der Text ist auf der Längsseite von barocken Motiven, Ranken und Schnecken eingerahmt.
7. Das zweite Epitaph gilt dem Rentmeister Michaelis Pfeffer, der am 3. Dezember 1615 verstarb. Es wurde von seinem Sohn Henrich Pfeffer gestiftet. Auf dieser Platte sind auch noch die Sterbedaten dreier Kinder des Henrich Pfeffer enthalten. Johannes Henrich Pfeffer starb am Pfingsttag des Jahres 1620 im Alter von 2 Jahren; sein 4-jähriger Bruder Jost Henrich verstarb am darauffolgenden Pfingstmontag. Das jüngste Kind der Familie, der 28 Wochen alte Werner Pfeffer, verstarb am 4. Montag nach Pfingsten desselben Jahres (1620). Unter diesen Sterbedaten ist der Predigttext aus Weisheit 4 verewigt. Nach dieser Familie trägt noch heute die Biedenkopfer Straße „Pfefferacker“ ihren Namen.

### Orgel
Die erste Orgel wurde 1654 von Georg Henrich Wagner aus Lich eingebaut. Im Zeitraum 1791–1792 wurde in der Johanneskirche eine Schlottmann-Orgel installiert. Zu Weihnachten 1979 wurde in der Stadtkirche eine neue Orgel von Friedrich Weigle erstmals gespielt.

### Kanzel
Die Kanzel mit Schalldeckel wurde von der Kunstanstalt Gustav Kuntzsch in Wernigerode angefertigt. Der Holzbildhauer (ab 1894: Hofbildhauer) Gustav Kuntzsch lebte von 1848 bis 1919.

### Fenster
Die Kunstglasarbeiten in den Spitzbogenfenstern stammen von der kunstgewerblichen Anstalt K. J. Schultz aus Marburg.

### Empore
Unterhalb der Empore befindet sich ein Schriftband mit Bibelversen: Epheser 4,4–6; Johannes 10,27–28: „Ich bitte aber nicht allein für sie, sondern auch für die, so durch ihr Wort an mich glauben werden …“. Die in Goldbronze ausgeführte Schrift wurde von dem Wallauer Künstler und Restaurator Rudibert Halver angefertigt.

### Kirchengerät
Zum Fundus des Kirchengeräts gehören ein Kelch aus vergoldetem Kupfer (Anfang des 15. Jahrhunderts), ein Kelch aus vergoldetem Silber (1780) und zwei Weinkannen aus Zinn (um 1800).

## Kirchengemeinde
Die der Stadtkirche Biedenkopf zugehörige evangelisch-lutherische Kirchengemeinde in Biedenkopf teilt sich in zwei Bezirke auf, den Westbezirk mit einem Pfarramt am Standort Bei der Kirche 11 (Pfarrhaus aus 1717) und dem Ostbezirk mit einem Pfarramt am Standort Kottenbachstraße 31a (Gemeindehaus). Gotteshäuser der Gemeinde sind die Stadtkirche und die Hospitalkirche.

## Bildergalerie

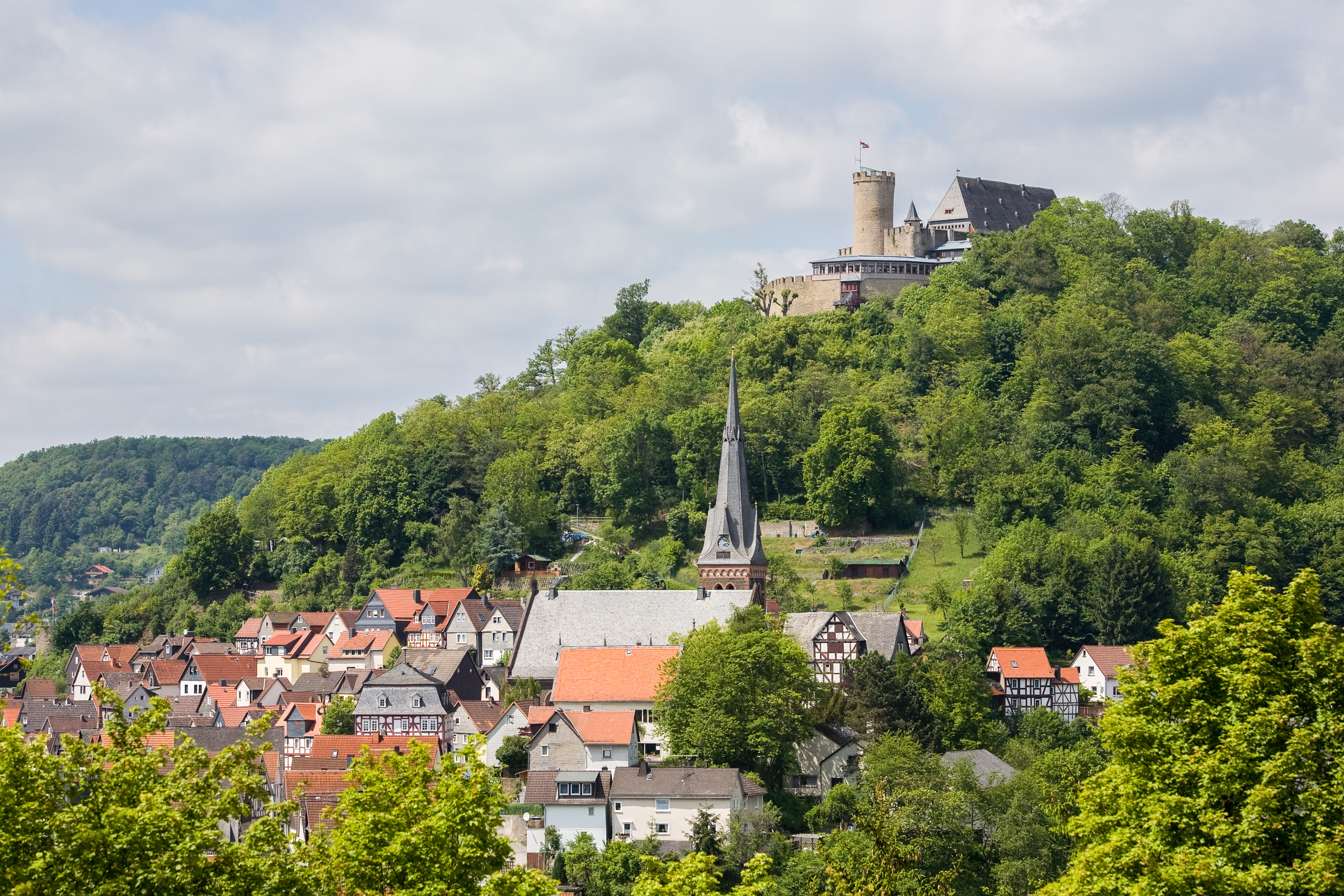
Die Stadtkirche im Kontext der Oberstadt und des Schlossbergs
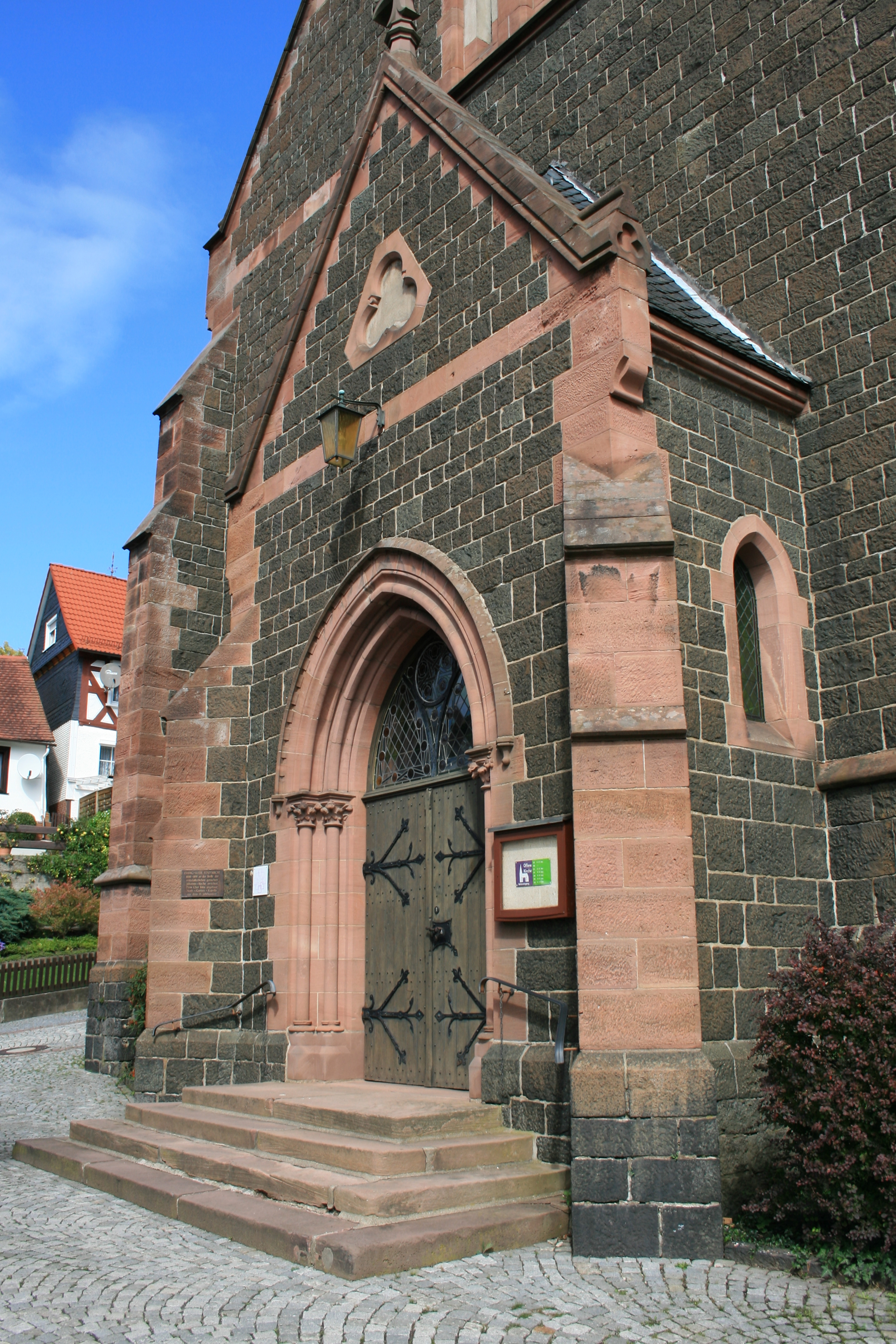
Eingangsportal